# Carnotaurinae
Carnotaurinae är en underfamilj till familjen abelisaurider, som är theropoda dinosaurier. Underfamiljen omfattar bland annat släktena Carnotaurus, Abelisaurus och Aucasaurus.

## Systematik och inre släktskap
Underfamiljen Carnotaurinae
- Lametasaurus (Indien)
- Brachyrostra
  - Ekrixinatosaurus (Argentina)[1]
  - Ilokelesia (Argentina)[1]
  - Viavenator (Argentina)
  - Skorpiovenator (Argentina)[1]
  - Tribus Carnotaurini
    - Abelisaurus (Argentina)
    - Aucasaurus (Argentina)
    - Carnotaurus (Argentina)
    - Pycnonemosaurus (Brasilien)
    - Quilmesaurus (Argentina)